# Ateneu de La Laguna
L'Ateneu de La Laguna és una entitat cultural situada al municipi de San Cristóbal de la Laguna (Tenerife), situat a la Plaça de la Catedral de La Laguna. La seva fi principal és el de la protecció i divulgació de la cultura i la defensa de la llibertat de les illes Canàries.
L'Ateneu de la Laguna fou fundat al novembre del 1904 pel poeta José Hernández Amador, que va exercir la seva presidència, juntament amb altres personalitats de la vida cultural canària com a membres de la seva Junta Directiva. En la seva acta fundacional, apareixen noms com els de Leoncio Rodríguez; Adolfo Cabrera Pinto; Benito Pérez Armas; Patricio Estévanez i Murphy.
En la seva història, destaca l'incident de 1907 en el qual va onejar en la façana de l'Ateneu la Bandera de l'Ateneu de la Laguna; una bandera blava i blanca amb el qual es volia expressar el malestar que sentia l'arxipèlag per l'abandó que sofria per part del Govern Central. Aquesta seria la primera vegada en la que apareixien els estels en una bandera que pretenia identificar Canàries. La bandera era un llenç blau en el qual disposaven set estels de color blanc, distribuïdes segons la posició en la qual es troben les set illes.